# Johann Ludwig Krebs
Johann Ludwig Krebs, (Buttelstedt, 12 de outubro de 1713 – Altenburg, 1 de janeiro de 1780), foi um  compositor alemão que marcou a transição da música barroca para a era clássica. É famoso sobretudo pelas suas composições em órgão, algumas das quais têm sua autoria disputada com Johann Sebastian Bach.

## Vida
Nascido na cidade de Buttestadt, próxima de Weimar, era um dos três filhos músicos do músico Johann Tobias Krebs, com quem teve suas primeiras lições de música. Entre 1726 e 1735, foi discípulo do grande compositor Johann Sebastian Bach, com o qual (além de órgão), aprendeu violino e bandolim. Chegou até a cantar no coral deste compositor em 1730.
Apesar de ter sido um dos músicos mais talentosos de sua época, Krebs tinha várias dificuldades para conseguir emprego. Levou uma vida pacata na cidade de Zwickau e em toda a sua vida, nunca trabalhou numa igreja. Sua última ocupação foi em 1755, na corte do príncipe Friederich III de Altenburg, onde ganhava um mísero salário que mal dava para alimentar sua família (tinha sete filhos, dos quais três eram músicos.
Krebs morreu na mesma cidade de Altenburg, em 1 de janeiro de 1780. Embora estivesse na mais completa pobreza, deixou um grande número de obras.

## Obra
A obra de Krebs está envolta em mistério: muitas delas têm data incerta (acredita-se que a maioria seja de sua juventude) e autoria disputada. O caso mais famoso ocorre com seu próprio professor: alguns musicólogos discutem se são obras de Krebs ou de Bach, o que só reafirma a sua qualidade como organista
Das composições que conhecemos, há grande influência de Bach: Krebs compôs tocatas, fugas, e fantasias ao estilo de seu mestre, que estão entre suas principais obras. Não possuem a mesma riqueza melódica de Bach, embora não falte nada de seu teor dramático. Sua música Tocata e Fuga em Mi Maior, por exemplo, permanece como um verdadeiro clássico da música barroca.
Além das composições para órgão, Krebs fez ainda músicas para alaúde e cravo.